# Socialistisk Arbejdsgruppe
Socialistisk Arbejdsgruppe var en folketingsgruppe bestående af de to folketingsmedlemmer Hanne Reintoft og Kai Moltke efter at de havde meldt sig ud af Venstresocialisterne den 26. august 1968. Gruppen blev nedlagt den 13. januar 1970 hvorefter Hanne Reintoft repræsenterede Danmarks Kommunistiske Parti og Kai Moltke fortsatte som løsgænger.